# Dominik Stikel
Dominik Stikel (Emmingen, 25 februari 1987) is een Duitse aanvaller van BV Veendam anno 2008.
| Seizoen | Club       | Competitie     | Wedstrijden | Doelpunten |
| ------- | ---------- | -------------- | ----------- | ---------- |
| 2006/07 | BV Veendam | Eerste Divisie | 7           | 0          |
| 2007/08 | BV Veendam | Eerste Divisie | 12          | 1          |